# Ибиракату
Ибиракату (порт. Ibiracatu) — муниципалитет в Бразилии, входит в штат Минас-Жерайс. Составная часть мезорегиона Север штата Минас-Жерайс. Входит в экономико-статистический микрорегион Монтис-Кларус. Население составляет 7037 человек на 2006 год. Занимает площадь 359,220 км². Плотность населения — 19,6 чел./км².

## История
Город основан 21 декабря 1995 года.

## Статистика
- Валовой внутренний продукт на 2003 год составляет 12 754 738,00 реалов (данные: Бразильский институт географии и статистики).
- Валовой внутренний продукт на душу населения на 2003 год составляет 1873,77 реалов (данные: Бразильский институт географии и статистики).
- Индекс развития человеческого потенциала на 2000 год составляет 0,615 (данные: Программа развития ООН).